# Jan IV van Glymes

Jan IV van Glymes van Bergen

Jan IV van Glymes (Borgvliet bij Bergen op Zoom, 1528 - Segovia, 21 mei 1567) was een Nederlandse edelman. Zijn ouders waren Anton van Glymes en Jacqueline van Croÿ, dochter van Hendrik van Croÿ. Hij was heer van Glimes, markies van Bergen op Zoom en graaf van Walhain in Brabant. Hij was ook stadhouder van Henegouwen.

## Jeugd
Toen Anton van Glymes, de eerste markies van Bergen op Zoom, overleed, werd hij opgevolgd door zijn oudste zoon Jan. Deze was nog te jong en zijn moeder, Jacqueline van Croÿ, zou tot 1550 aangesteld worden tot regentes.
Het regentschap van Jacqueline van Croÿ staat bekend als een niet al te goede periode in Bergen op Zoom. Toen zij in 1542 een familielid aanwees als drossaard van de stad, liep de situatie zo uit de hand dat de landsheer, Karel V, moest ingrijpen. 
De opvoeding van Jan kreeg veel aandacht. De familie Glymes stond in hoog aanzien en zo kreeg Jan een plaats aan het hof van Maria van Hongarije, de landvoogdes. Daar maakt hij kennis met hoogadellijke zonen uit de Nederlanden, waaronder de vijf jaar jongere Willem van Oranje. Omdat Karel V eiste dat Willem van Oranje een katholieke opvoeding kreeg werd ook hij ondergebracht bij Maria van Hongarije.
Toen in 1549 de kroonprins, Filips, naar de Nederlanden kwam, kregen Jan IV en Willem van Oranje de eer hem te mogen afhalen in Noord-Italië. De kroonprins was geen aardige reisgezel; hij sprak geen Nederlands en voelde zich, evenals de meegereisde edelen (waaronder de hertog van Alva) verheven boven hun gezellen. Maria organiseerde een groot feest op haar nieuwe paleis in Binche, waaronder een toernooi. Jan IV was sportief en nam deel aan het toernooi, hij was een van de favorieten. Onder de ogen van de kroonprins won hij het toernooi. Het gezelschap trok verder richting Antwerpen en Den Bosch en deed ook Bergen op Zoom aan.

## Markies van Bergen op Zoom (1550 – 1567)
Op 25 april 1550 trouwde Jan IV met Maria van Lannoy, dochter van Jan van Lannoy (1509-1559), heer van Molenbeke en lid van de Orde van het Gulden Vlies. Op 9 juli 1550 werd te Turnhout het huwelijk ingezegend. Drie dagen later arriveerde het paar in Bergen op Zoom, de volgende dag vond de Blijde Inkomst plaats in het Markiezenhof en Jan IV werd benoemd tot markies. Jan had geld genoeg voor een huwelijksfeest, want hij had in mei van dat jaar een lening afgesloten bij Karel V.
Jan IV begon met het reorganiseren van het Bergse stadsbestuur. De markies moest echter vaak zijn werk onderbreken om als diplomaat of legeraanvoerder op te treden. In 1554 kreeg hij de opdracht om, samen met Egmond, naar Engeland te gaan om het huwelijk te regelen tussen Filips II, koning van Spanje, en Maria Tudor, koningin van Engeland. Dit huwelijk eindigde in 1558 met de dood van Maria.
In 1555 trad Karel V af ten gunste van zijn zoon Filips II. Spanje was weer in oorlog met Frankrijk en de nieuwe landsheer had geld nodig. De verschillende staten werkten echter slecht mee. Dit zorgde voor wrijving. Filips luisterde ook liever naar zijn Spaanse ambtenaren dan naar een lid van de Raad van State. Deze Raad van State was een adviescollege van hoge edelen, zoals Willem I van Oranje, Egmond en Hoorne; Jan IV was ook lid van deze raad.

## Diplomaat en legerleider
Jan IV stond bekend als een goede legeraanvoerder, maar was beter bekend als diplomaat; Karel V en Filips II vertrouwden hem vele opdrachten toe, ook de landvoogdessen Maria en Margaretha van Parma deden vaak een beroep op hem. Samen met Willem van Oranje speelde hij een belangrijke rol in de centralisatiepolitiek van het Spaanse rijk en het optreden van de koning tegen de protestanten in de Nederlanden. Van 1556 tot 1560 was Jan IV dan ook lid van de Raad van State. Omdat hij vaak achter Oranje, Egmond en Hoorne stond, is hij dan ook na 1560 niet meer benoemd door Filips II.
Als legeraanvoerder stond Jan aan het hoofd van een bende van ordonnantie, zo’n tweehonderd man sterk. Toen Hendrik II van Frankrijk in 1552 de bisdommen Metz, Toul en Verdun binnenviel, werd Jan IV opgeroepen om mee te strijden. Begin januari gaf Alva de belegering op en de drie bisdommen kwamen voorgoed bij Frankrijk.
In 1556 volgde er een wapenstilstand van vijf jaar met Frankrijk. Filips II besloot Jan IV te belonen met een zetel in de Raad van State en lidmaatschap van de Orde van het Gulden Vlies.

## Stadhouder van Henegouwen
In 1560 werd Jan door Filips II benoemd tot stadhouder van Henegouwen en gouverneur van Valencijn. Valencijn was op dat moment een onrustige stad, de calvinisten en de crisis in de textielnijverheid zorgden voor problemen. Jan moest dan ook zijn thuisresidentie, Bergen op Zoom, verruilen voor Valencijn. Op 7 juli 1560 hield Jan een Blijde Inkomst in Bergen, de hoofdstad van Henegouwen.

## Liga van de Hoge Adel en oppositie
In 1559 vertrok Filips II voorgoed naar Spanje. Margaretha van Parma werd landvoogdes. Margaretha wist weinig van de Nederlanden; Filips II raadde haar aan om zich te laten leiden door de Achterraad, een college van drie ambtenaren en vertrouwelingen van de koning. De Raad van State werd zo buitenspel gezet.
De belangrijkste persoon in de Achterraad was de 21-jarige theoloog en bisschop van Atrecht Granvelle. Zijn vader, een trouwe dienaar van Karel V, was door Karel in de adelstand verheven. Granvelle had dus geen adellijke stamboom en werd als ambtsadel gezien. Doordat de bisschop meer macht had dan de hoge adel, werd hij tegengewerkt door onder anderen van Oranje, Hoorne en Glymes.
Toen Filips II besloot om veertien nieuwe bisdommen in te stellen en zo zijn macht te vergroten, groeide het verzet alleen maar. Doordat de koning de ambten in een bisdom benoemde, kreeg hij namelijk meer macht. De aanstelling van Granvelle tot kardinaal en aartsbisschop van Mechelen, zette de situatie helemaal op scherp. Hierdoor werd Granvelle de machtigste man in de Staten van Brabant, wat onacceptabel was voor de heren van hoge adel, zeker nu het iemand betrof zonder adellijke stamboom.
Om de benoeming van Granvelle tegen te gaan, verenigden de hoge heren zich in de Liga van Hoge Adel. Jan IV was een van de leden van deze vereniging, die druk probeerde uit te oefenen op de koning. Uiteindelijk gaf Filips II toe. Granvelle moest het veld ruimen toen de landvoogdes partij trok voor de Liga. De koning zette echter grote delen van zijn beleid door, vooral het beleid tegen de protestanten, waar Jan IV en Floris van Montigny dan ook protest tegen aantekenden. Ook het verzoek, onder anderen van Jan IV, om edelen toe te laten in de Raad van State, negeerde de koning.
Toen er in 1562 door de toenemende aanhang van het calvinisme onlusten dreigden in Doornik en Valencijn, kreeg Jan IV het bevel de orde te gaan handhaven. Doordat zijn broer Robert, bisschop van Luik,  echter een beroerte kreeg, moest Jan daar het wereldlijk gezag waarnemen en kon hij niet in Valencijn aanwezig zijn. Uiteindelijk liep de situatie daar zo uit de hand, dat twee veroordeelde calvinisten van het schavot werden bevrijd en de landvoogdes troepen moest sturen, waaronder Jans eigen ordonnantiebende. Op 2 juli was hij in Valencijn om het stadsbestuur te vervangen en op 16 september installeerde hij een nieuwe inquisitierechtbank. Toch had het gebeuren de relatie met de landvoogdes verslechterd. Doordat ook Granvelle in rapporten aan Filips II veel kritiek op hem uitte, zag Jan IV zich genoodzaakt in verschillende brieven aan de koning verantwoording af te leggen.
Vanaf 1560 won het calvinisme steeds meer terrein in de Nederlanden. De wetten (plakkaten) die Filips II tegen de protestanten afkondigde, gaven problemen, doordat de meeste steden niet voelden voor een strikte uitvoering ervan. Op 26 juli 1563 verklaarden Willem van Oranje en Jan IV aan de landvoogdes dat zij af wilden van deze wetten. Op 8 januari 1566 vroeg Jan IV ontslag als stadhouder van Henegouwen. Willem van Oranje, Floris van Montigny, Hoorne en Egmond volgden hem hierin. Het was bedoeld als protest tegen de inquisitie en de plakkaten van Filips II. Oranje tastte af of de hoge adel de handen kon ineenslaan met de lage adel. Op 12 maart 1566 was de hoge adel, en dus ook Glymes, bijeen in Hoogstraten. Toen de volgende dag onaangekondigd een delegatie van het Eedverbond der Edelen opdaagde, brak het front van de oude Liga. Vanwege deze onenigheid was er uiteindelijk niemand van de hoge adel die het Eedverbond ondertekende, ook niet Jan IV. Hij begaf zich op 27 maart met Oranje en Hoogstraten naar Brussel. Op 5 april 1566 boden tweehonderd leden van het Eedverbond onder leiding van Hendrik van Brederode daar een smeekschrift aan aan de landvoogdes, Margaretha van Parma.

## Overlijden
Op 10 april 1566 besloot de Raad van State twee edelen naar de koning in Spanje te sturen om hem te vragen op korte termijn naar de Nederlanden te komen en meer macht te geven aan de Raad van State. De keuze viel op Glymes, die bedong dat Montigny hem zou vergezellen.
Op 28 april 1566 liep Glymes een grote wond op aan zijn scheenbeen toen hij in Brussel langs een kolfbaan liep en geraakt werd door een houten bal. Montigny vertrok op 29 mei alleen naar Spanje. Op 1 juli 1566 voelde Jan zich sterk genoeg om ook naar Spanje te reizen. Meermaals moest hij langere tijd rusten, omdat de wond weer opspeelde. Filips II ontving Jan IV allervriendelijkst en wees hem zijn zomerverblijf in Segovia toe. Op 22 augustus mochten Montigny en Jan IV hun verzoek toelichten aan de koning. Dit leidde echter tot niets. Door de Beeldenstorm had de koning al beslist om hard in te grijpen.
Op 29 augustus 1566 ging Jan IV weer terug naar Segovia om te herstellen. Op 31 december beseften Montigny en Glymes dat hun pogingen om de koning te overtuigen mislukt waren. De koning stuurde Alva naar de Nederlanden om de orde te handhaven. Met Jan IV ging het weer slecht en zo stierf hij op 39-jarige leeftijd in Segovia. Uit onderzoek is in 2020 gebleken dat hij overleed aan maagkanker. Overeenkomstig zijn laatste wens begraven te worden in Bergen op Zoom, werd zijn stoffelijk overschot op 1 september 1567 bijgezet in het nieuwe familiegraf in de Sacramentskapel van de St.-Gertrudiskerk. Op de bijzetting waren onder anderen Alva en Egmond aanwezig.
Na zijn dood begon er een geheim proces tegen Jan voor de net ingestelde Bloedraad. In december 1567 werden zijn bezittingen geconfiskeerd en op 4 maart 1570 werden ze officieel verbeurd verklaard. Pas in 1577 werden ze door de Staten van Brabant teruggegeven aan de familie.

## Voorouders
| Voorouders van Jan IV van Glymes | Voorouders van Jan IV van Glymes                                          | Voorouders van Jan IV van Glymes                                          | Voorouders van Jan IV van Glymes                                          | Voorouders van Jan IV van Glymes                                          | Voorouders van Jan IV van Glymes                                                      | Voorouders van Jan IV van Glymes                                                      | Voorouders van Jan IV van Glymes                                          | Voorouders van Jan IV van Glymes                                          |
| -------------------------------- | ------------------------------------------------------------------------- | ------------------------------------------------------------------------- | ------------------------------------------------------------------------- | ------------------------------------------------------------------------- | ------------------------------------------------------------------------------------- | ------------------------------------------------------------------------------------- | ------------------------------------------------------------------------- | ------------------------------------------------------------------------- |
| Overgrootouders                  | Jan II van Glymes (1417-1494) ∞ 1444 Margaretha van Rouveroy (?-?)        | Jan II van Glymes (1417-1494) ∞ 1444 Margaretha van Rouveroy (?-?)        | Guy van Brimeu (1433-1477) ∞ Antoinette van Rambures (-)                  | Guy van Brimeu (1433-1477) ∞ Antoinette van Rambures (-)                  | Filips I van Croÿ (graaf van Porcéan) (1435-1511) ∞ 1455 Jacoba van Luxemburg (–1511) | Filips I van Croÿ (graaf van Porcéan) (1435-1511) ∞ 1455 Jacoba van Luxemburg (–1511) | ? (-) ∞ ? (-)                                                             | ? (-) ∞ ? (-)                                                             |
| Grootouders                      | Jan III van Glymes (1452–1532) ∞ Adriana van Brimeu (?-?)                 | Jan III van Glymes (1452–1532) ∞ Adriana van Brimeu (?-?)                 | Jan III van Glymes (1452–1532) ∞ Adriana van Brimeu (?-?)                 | Jan III van Glymes (1452–1532) ∞ Adriana van Brimeu (?-?)                 | Hendrik van Croÿ (1511-1514) ∞ Charlotte de Chateaubriand (–1509)                     | Hendrik van Croÿ (1511-1514) ∞ Charlotte de Chateaubriand (–1509)                     | Hendrik van Croÿ (1511-1514) ∞ Charlotte de Chateaubriand (–1509)         | Hendrik van Croÿ (1511-1514) ∞ Charlotte de Chateaubriand (–1509)         |
| Ouders                           | Anton van Glymes van Bergen (1500-1541) ∞ Jacqueline van Croÿ (1202-1280) | Anton van Glymes van Bergen (1500-1541) ∞ Jacqueline van Croÿ (1202-1280) | Anton van Glymes van Bergen (1500-1541) ∞ Jacqueline van Croÿ (1202-1280) | Anton van Glymes van Bergen (1500-1541) ∞ Jacqueline van Croÿ (1202-1280) | Anton van Glymes van Bergen (1500-1541) ∞ Jacqueline van Croÿ (1202-1280)             | Anton van Glymes van Bergen (1500-1541) ∞ Jacqueline van Croÿ (1202-1280)             | Anton van Glymes van Bergen (1500-1541) ∞ Jacqueline van Croÿ (1202-1280) | Anton van Glymes van Bergen (1500-1541) ∞ Jacqueline van Croÿ (1202-1280) |
| Jan IV van Glymes (1528-1567)    |                                                                           |                                                                           |                                                                           |                                                                           |                                                                                       |                                                                                       |                                                                           |                                                                           |